# Estadio Poljud
El estadio Poljud (en croata: Gradski stadion u Poljudu) es un estadio multiusos situado en la ciudad de Split, Croacia. El estadio debe su nombre al barrio de Poljud, donde se encuentra, cerca de la bahía del puerto de Split y tiene una capacidad para 35 000 espectadores. En él juega sus partidos como local el Hajduk Split.
El recinto fue construido para albergar los Juegos del Mediterráneo de 1979 y fue inaugurado por el entonces presidente yugoslavo, Josip Broz Tito. Tenía una capacidad original de 55 000 espectadores que, incluso, se incrementó a 62 000 en 1980. El estadio Poljud fue también sede del Campeonato Europeo de Atletismo de 1990 y la Copa del Mundo de Atletismo 2010.

## Diseño

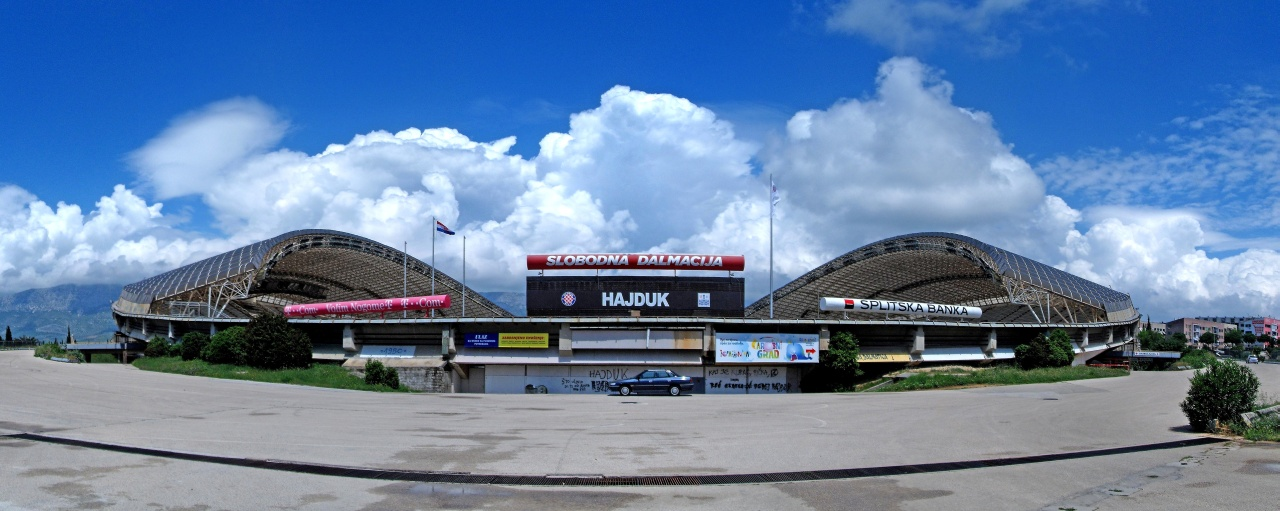
Exterior del estadio.

El estadio fue diseñado por el arquitecto croata Boris Magaš. Su impresionante estructura del techo similar a una concha, que se extiende 215 metros, ha sido copiada por un gran número de estadios del mundo en los años siguientes. Hay 19 cabinas suspendidas en el techo de la concha oeste, siete de las cuales son utilizadas por los periodistas de televisión, mientras que las otras están ocupadas por las cámaras, la estación central del árbitro, la foto finish, el videomarcador y el control de audio. Todas ellas están conectadas entre sí a través de pasarelas, que se ejecutan a través de una estructura que abarca todo el techo, que da acceso a las cabinas, así como a las 630 luces, fabricadas por Philips, en el techo. La iluminación en el estadio también ha sido objeto de muchos elogios.
Las tribunas inicialmente tenían una capacidad de 50 000 espectadores, de las cuales 25 924 plazas eran con asientos, mientras que en el resto los aficionados estaban de pie. Después del diseño de "concha curvada" de las tribunas, el mayor número de las filas de asientos es 54 (en las gradas oeste y este), que se reduce a 27 filas de la tribuna norte.
Cuando el estadio fue sede de la Copa del Mundo de Atletismo 2010, anteriormente tuvo que ser reformado. Se construyó una nueva pista de atletismo, incluyendo la introducción de nuevos palcos y asientos.

## Equipamiento
La planta baja de la parte occidental cuenta con los vestuarios, sala de masajes, sauna, una sala para el control de dopaje, una campo de entrenamiento con césped artificial, gimnasio, gimnasio para el trabajo individual, lavandería y espacios de servicio. En los salones del primer piso está la sala de estar con una terraza, una pequeña sala de estar, la sala de trofeos, de conferencias y entrevistas, un palco de honor con 114 plazas y 15 habitaciones dobles. El exterior del segundo edificio es de administración y oficinas, mientras que la parte interna incluye el centro de prensa y la sala de comentaristas.
Los espacios al aire libre con los que cuenta Poljud incluyen dos campos de fútbol adicionales, uno de ellos con iluminación artificial para partidos nocturnos, campos de fútbol de entrenamiento de 60 × 40 m. Por debajo de la grada este, las dos plantas superiores se destinan a instalaciones comerciales de la oficina, y la parte inferior contiene la zona de almacenamiento.

## Imágenes

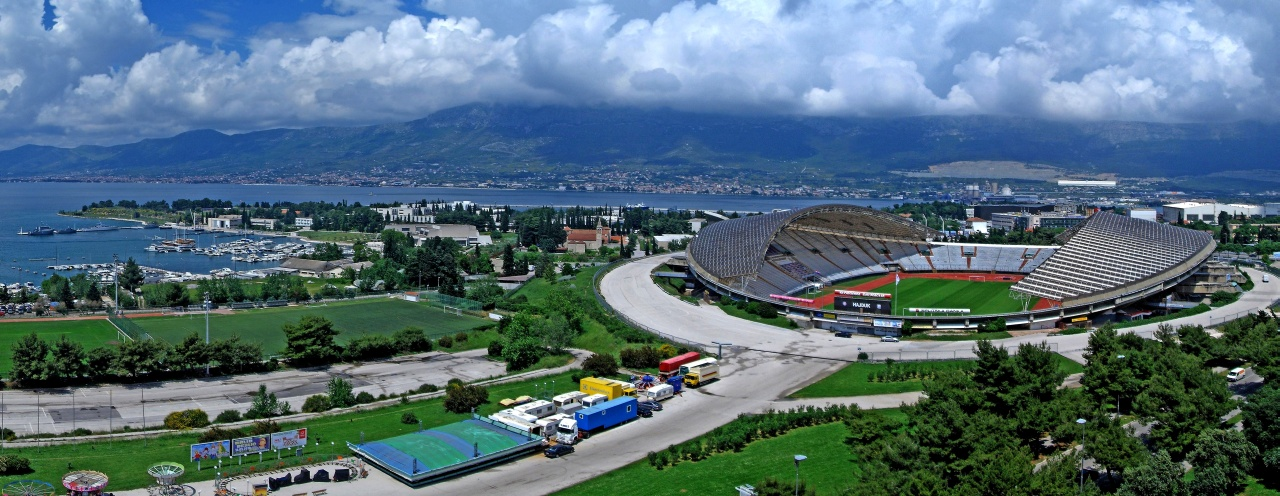
Visión general
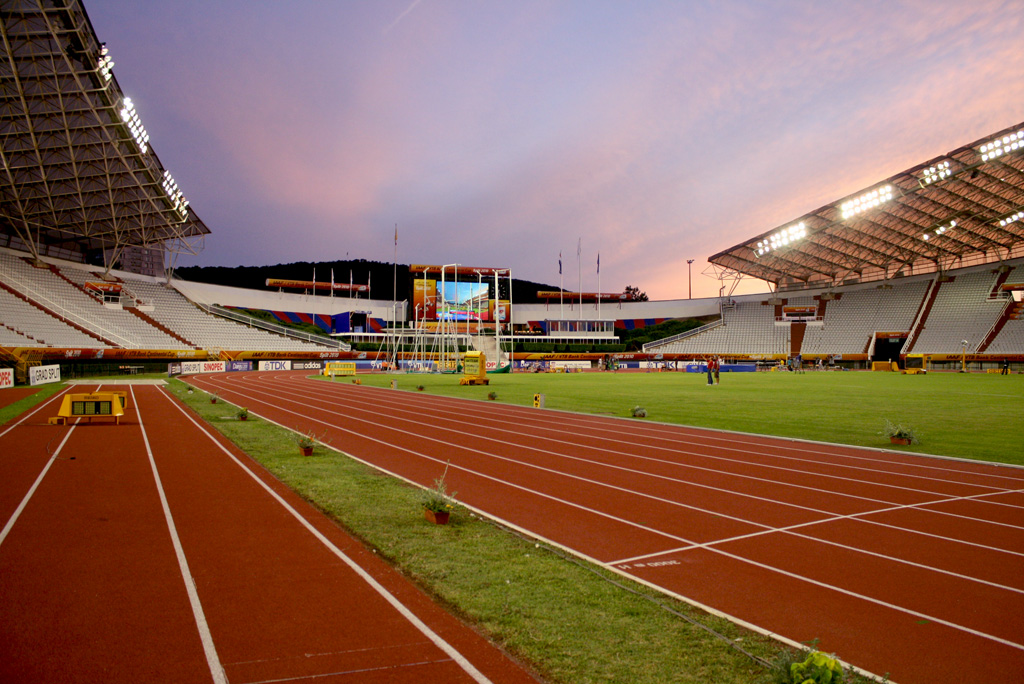
Pista de atletismo
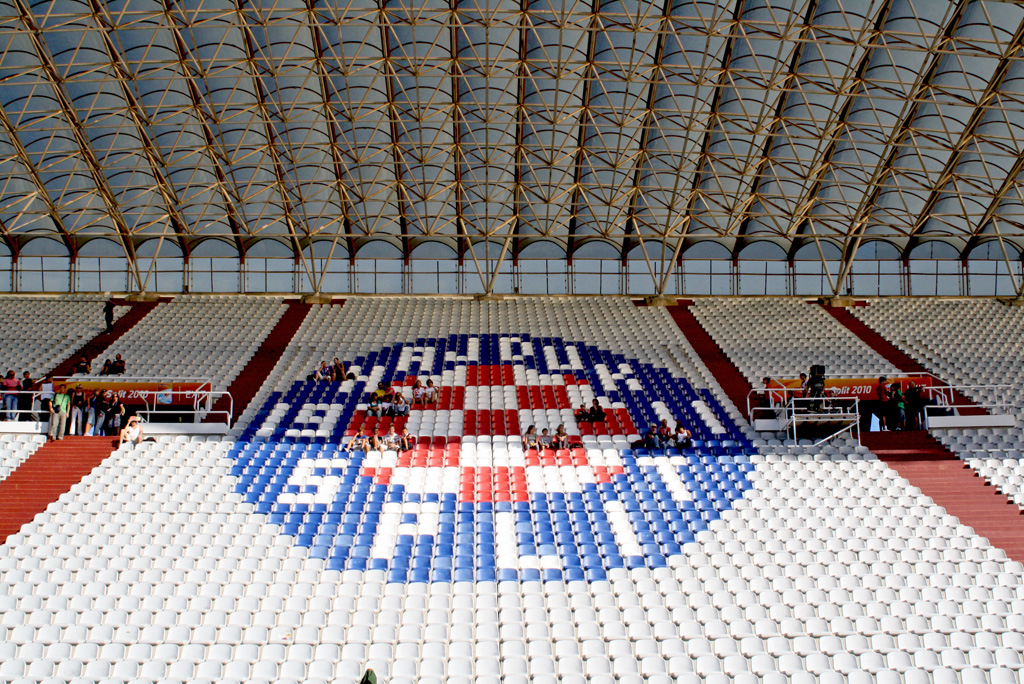
Escudo del Hajduk en tribuna este
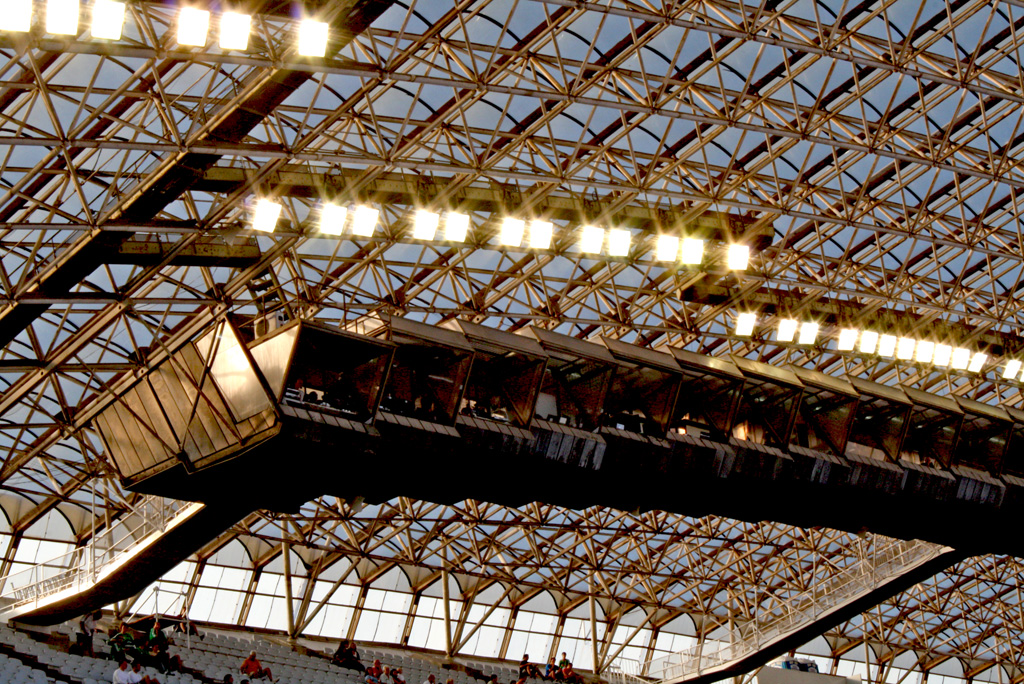
Cabinas de periodistas
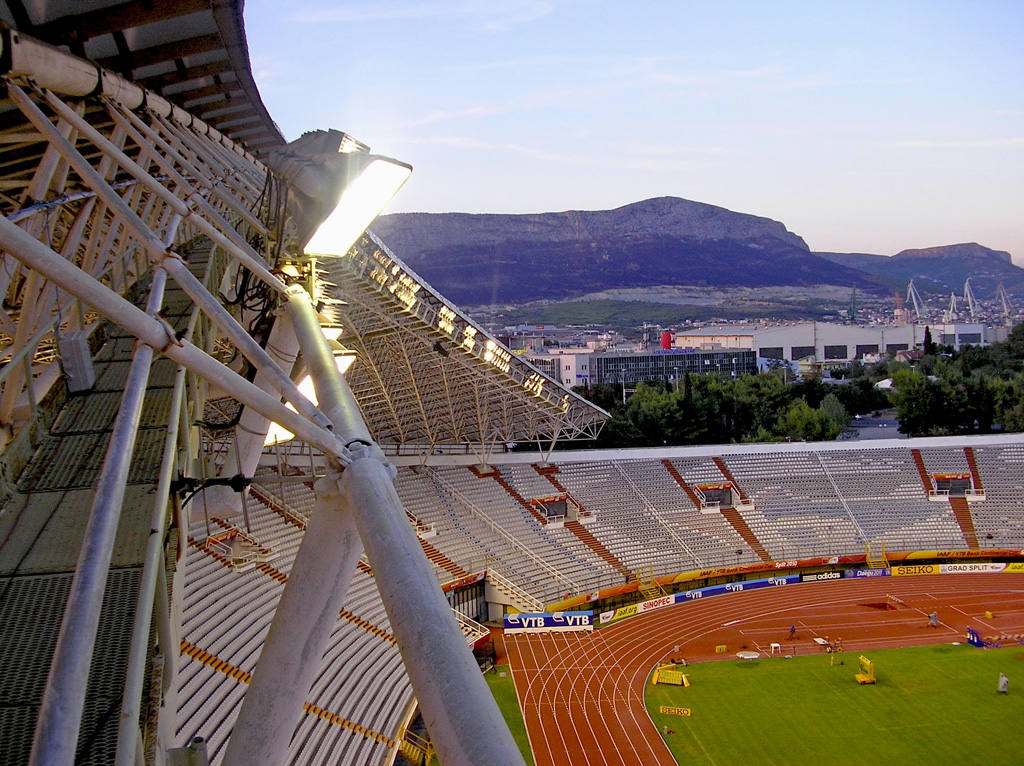
Vista desde el techo
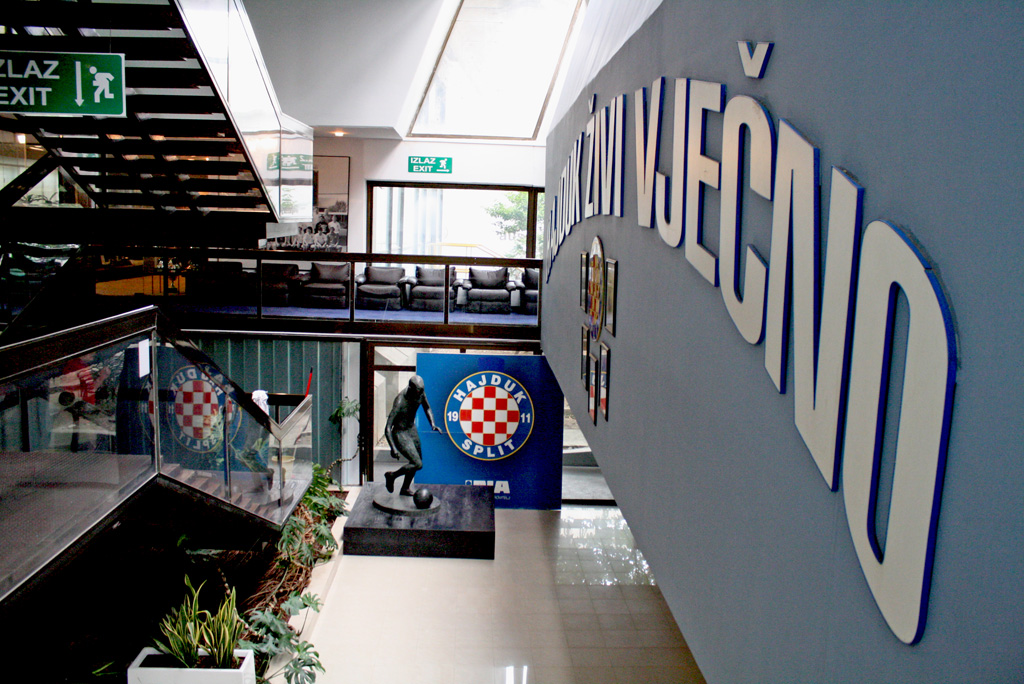
Vestíbulo principal
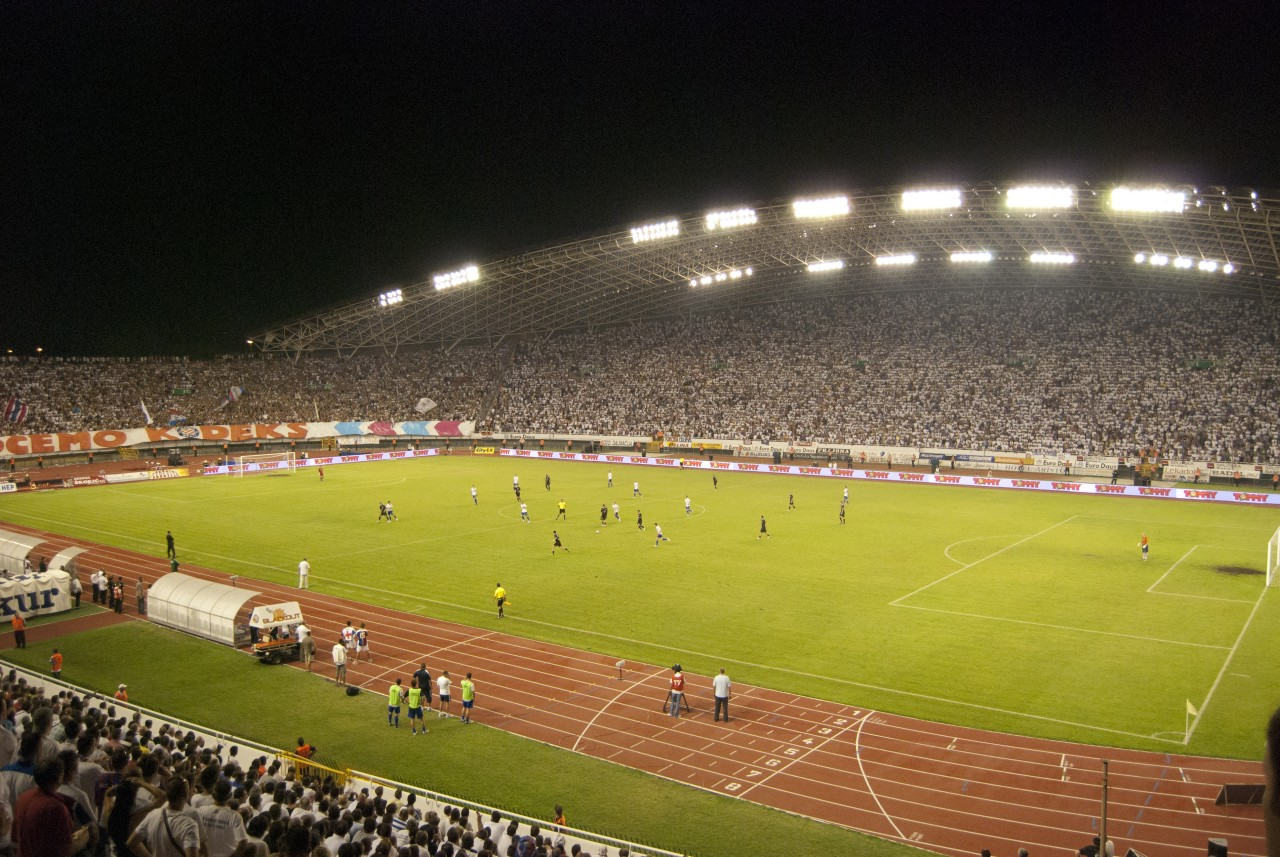
Estadio lleno

| Predecesor: Estadio 5 de julio de 1962 Argel 1975 | Estadio Mediterráneo Split 1979 | Sucesor: Estadio Mohammed V Casablanca 1983 |